# Vinge Station
Vinge Station er en S-togsstation på Frederikssundbanen, der ligger i byudviklingsområdet Vinge i Frederikssund Kommune. Stationen åbnede 14. december 2020, efter at der havde været anlægsarbejder i gang siden august 2019. Stationen består af to spor med hver sin 180 m lange perron, der er forbundet af en gangbro med tilhørende elevatorer. Derudover er der anlagt adgangsveje, forplads og parkeringsfaciliteter.
Stationen betjenes af linje C. I dagtimerne på hverdage stoppes der skiftevis her og på Kildedal, men om aftenen og i weekenden stopper alle tog ved begge stationer. Til gengæld betjenes de to stationer ikke, når S-togene kører nat efter fredag og lørdag.
Vinge station ligger kun få meter fra placeringen af det i 1989 nedlagte trinbræt Oppe Sundby. Et trinbræt der blev nedlagt da S-togstrafikken begyndte på strækningen Ballerup-Frederikssund.

## Galleri
- Wikimedia Commons har flere filer relateret til Vinge Station